# Discocyrtus guttatus
Discocyrtus guttatus is een hooiwagen uit de familie Gonyleptidae.